# Джейн Харпър
Джейн Харпър (на английски: Jane Harper) е британско-австралийска журналистка и писателка на произведения в жанра криминален роман и трилър.

## Биография и творчество
Джейн Елизабет Харпър е родена през 1980 г. в Манчестър, Англия. Когато е 8-годишна семейството ѝ се премества в Австралия в Борония, предградие на Мелбърн. Там придобива австралийско гражданство. Като тийнейджър се завръща в Англия и живее със семейството си в Хемпшър. След завършване на гимназията следва в университета на Кент в Кентърбъри и получава бакалавърска степен по английска филология и история.
След дипломирането си посещава курс по журналистика на начално ниво. Работи като стажант в „Darlington & Stockton Times“ в окръг Дърам. После работи като старши новинарски журналист за „Hull Daily Mail“. През 2008 г. се завръща в Австралия, където работи като репортер за „Geelong Advertiser“ във Виктория. През 2011 г. става журналист за „Herald Sun“ в Мелбърн. Заедно с работата си започва да пише художествена литература. Първият ѝ разказ е публикуван през 2014 г. във вестник „Big Issue“. Това я вдъхновява да се занимава по-сериозно с творческо писане и същата година тя участва в 12-седмичен онлайн курс за писане на романи на издателство „Къртис Браун“.
Първият ѝ роман, „Сушата“, печели Викторианската премия за литературна награда за 2015 г. за непубликуван ръкопис и е издаден през 2016 г. Главен герой в романа е федералният агент Арън Фолк, който се завръща в родния си град, за погребението на най-добрия си приятел от детството Люк. Заедно с местен детектив, той се опитва да разкрие истината за внезапната му мистериозна смърт, а раследването поставя повече въпроси, отколкото отговори. Романът става бестселър в списъка на „Ню Йорк Таймс“ и я прави известна. Той печели наградата на читателите, наградата „Дейвит“ и наградата „Златен кинжал“ на Асоциацията на криминалните писатели на Обединеното кралство за най-добър криминален роман на годината, и наградата „Бари“ за най-добър първи роман. През 2020 г. романът е екранизиран в едноименния филм с участието на Ерик Бана, Женевиев О'Райли и Кийр О'Донъл.
През 2017 г. е издаден вторият ѝ романа от поредицата „Арън Фолк“, „В дивата пустош“, в който агент Фолк разледва изчезването на жена, която му помага за установяване на финансови нарушения.
През 2018 г. е издаден криминалният ѝ роман „Изгубеният“. В югозападен Куинсланд в голяма ферма за добитък е намерен мъртъв Камерън Брайт. Заключението на полицията е, че е починал от дехидратация, но това не е достатъчно за по-големия му брат, който счита, че е убит и започва неофициално разследване. Романът получава наградата „Бари“ за най-добър роман на годината и наградата „Нед-Кели“.
Произведенията на писателката са публикувани в над 40 страни по света.
Джейн Харпър живее със семейството си в Мелбърн.

## Произведения

### Самостоятелни романи
- The Lost Man (2018) – награда „Бари“, награда „Нед-Кели“[1][2][3]
Изгубеният, изд.: ИК „Хермес“, Пловдив (2021), прев. Коста Сивов
- The Survivors (2020)
Оцелелите, изд.: ИК „Хермес“, Пловдив (2022), прев. Снежана Милева

### Серия „Арън Фолк“ (Aaron Falk)
1. The Dry (2016) – награда „Златен кинжал“, награда „Бари“, награда „Дейвит“[1][2][3]
Сушата, изд.: ИК „Хермес“, Пловдив (2019), прев. Пепа Стоилова
2. Force of Nature (2017)
В дивата пустош, изд.: ИК „Хермес“, Пловдив (2020), прев. Пепа Стоилова
3. Exiles (2023)
Прокудените, изд.: ИК „Хермес“, Пловдив (2023), прев. Мария Петрова Демирева

### Екранизации
- 2020 The Dry – по романа, продуцент